# Nieuwegein
Nieuwegein és un municipi de la província d'Utrecht, al centre dels Països Baixos. L'1 de gener de 2009 tenia 60.921 habitants repartits per una superfície de 25,68 km² (dels quals 1,93 km² corresponen a aigua). Fou creat l'u de juliol de 1971 de la unió de Jutphaas i Vreeswijk. Limita al nord amb Utrecht, a l'oest amb IJsselstein, a l'est amb Houten i al sud amb Vianen

## Ajuntament
El consistori municipal consta de 33 membres, format des del 2006 per:
- PvdA, 10 regidors
- VVD, 5 regidors
- CDA, 5 regidors
- SP, 3 regidors
- ONS, 3 regidors
- GroenLinks, 2 regidors
- Verenigde Senioren Partij, 1 regidor
- ChristenUnie, 1 regidor
- Leefbaar Nieuwegein, 1 regidor
- Demòcrates 66, 1 regidor
- SGP, 1 regidor
- Groep Meese, 1 regidor

## Agermanaments
- Keila
- Puławy
- Rundu